# Índice n (meteorología)
En meteorología, el índice n es un parámetro adimensional que mide la concentración de la lluvia en el tiempo dentro de un mismo evento. Se relaciona con el exponente de la ley potencial empleada en la mayoría de curvas IDF empíricas, pero calculado para un evento individual de precipitación (no necesariamente extrema) en vez de considerar las precipitaciones extremas de una serie climática. El índice n, también conocido como índice de la regularidad de la intensidad, está normalizado entre 0 y 1. Cuando se produce el valor más bajo de n=0, la intensidad de la precipitación es constante, mientras que si es n=1, su intensidad es máximamente variable e incluso instantánea.

## Definición formal
Sea un evento real o teórico de precipitación {\displaystyle \ p(t)} en función del tiempo {\displaystyle t}, es posible estimar la curva de precipitación máxima acumulada {\displaystyle \ P(t_{i})} en función de una duración {\displaystyle \ t_{i}}. Asumiendo una resolución temporal {\displaystyle \ t_{1}} (por ejemplo 1 minuto, 1 hora o 1 día), es fácil ver que:
{\displaystyle P(t_{i})=\max _{t}\left\{p\left(t+i*t_{1}\right)-p(t)\right\}}
donde {\displaystyle \ i:=t_{i}/t_{1}} es el número de intervalos de tiempo considerados. Con esto, la intensidad media máxima (IMM) se define trivialmente como:
{\displaystyle I(t_{i}):={\frac {P(t_{i})}{t_{i}}}}
Finalmente, el índice n se define de acuerdo con la ley potencial:
{\displaystyle I(t)=I_{o}\left({\frac {t_{o}}{t}}\right)^{n}}
donde {\displaystyle \ {I_{o}}} es la intensidad de referencia para el intervalo {\displaystyle \ t_{o}}. Esta función matemática puede aplicarse tanto a la lluvia real como a una lluvia teórica dada por un período de retorno. En ambos casos existe una relación entre la  intensidad media máxima de la precipitación (en función de la duración) y los hietogramas reales o de diseño.

## Regularidad de la intensidad de la lluvia
Dado un evento de lluvia, la regularidad de la intensidad puede clasificarse de acuerdo con el índice n (Tabla 1). En términos generales, un valor bajo indica que la intensidad de la precipitación tiende a ser constante dentro de un mismo evento, mientras que un índice n cercano a 1 implica que la mayor parte de la precipitación de concentra en muy poco tiempo, aunque la duración del evento fuese la misma. 
Tabla 1. Clasificación de la precipitación según la regularidad
Como ejemplo, cabe destacar que la precipitación estratiforme suele presentar un índice n < 0.3 mientras que las lluvias de tormentas unicelulares presentan generalmente un n > 0.6. Sin embargo, las precipitaciones más intensas suelen mostrar un índice cercano a 0.5.

## Relación con otros índices
Existen numerosas relaciones teóricas o empíricas entre el índice n y otros índices sobre la concentración de la lluvia en el tiempo. Por ejemplo, el índice de Gini (GI) adaptado en climatología como Índice de Concentración o CI según  Martin-Vide se relaciona empíricamente como:: {\displaystyle n_{or}\approx GI^{0.85}}
donde {\displaystyle \ n_{or}} indica que se consideran valores de precipitación ordenados dentro de un mismo evento. Otra importante relación se deduce matemáticamente entre el índice n y la dimensión fractal de la intensidad de la precipitación. De hecho, la intensidad media de un evento {\displaystyle I(r)} depende de la resolución temporal {\displaystyle r} de los datos según:
{\displaystyle I(r)=I_{o}\left({\frac {r_{o}}{r}}\right)^{d}}
donde {\displaystyle d} es la dimensión fractal. Finalmente, también se encuentran relaciones con el conjunto de Cantor y la entropía o índice de Shanon aplicado a la intensidad de la lluvia.